# チックンタック
『チックンタック』は、NHK教育テレビジョンのプチプチ・アニメの枠で放送されている、1話5分の日本のストップモーション・アニメーション（クレイアニメ）。2人の妖精チックとタックが繰り広げる楽しく不思議な冒険を綴っている。

## スタッフ
- アニメーション - 鈴木伸一
- 音楽 - 山下尚輝

## 各話リスト
2025年現在、19話が制作されている。
| 話数 | サブタイトル     | 初回放送日     |
| ---- | ---------------- | -------------- |
| 1    | ドア             | 1999年8月2日   |
| 2    | カメラ           | 1999年11月22日 |
| 3    | ボウリング       | 2000年4月3日   |
| 4    | イタズラ矢印     | 2000年8月21日  |
| 5    | マジックハット   | 2001年5月7日   |
| 6    | まい子やーい     | 2001年8月20日  |
| 7    | 電球一家         | 2002年3月4日   |
| 8    | びっくりハウス   | 2002年7月22日  |
| 9    | ストローマン     | 2002年11月18日 |
| 10   | ウッドマン       | 2003年3月24日  |
| 11   | 羽衣             | 2003年8月18日  |
| 12   | 宇宙船           | 2004年7月19日  |
| 13   | 森のコーラス隊   | 2005年1月24日  |
| 14   | メタモルフォーゼ | 2005年9月19日  |
| 15   | ひょうたん仙人   | 2007年1月22日  |

## DVD
いずれもポニーキャニオンからの販売。
| 巻数 | 発売日         | 規格品番   | 収録話         | 収録話       | 収録話         | 収録話       | 収録話   |
| 巻数 | 発売日         | 規格品番   | 1              | 2            | 3              | 4            | 5        |
| ---- | -------------- | ---------- | -------------- | ------------ | -------------- | ------------ | -------- |
| 1    | 2003年12月17日 | PCBK-50023 | ボウリング     | イタズラ矢印 | マジックハット | まい子やーい | 電球一家 |
| 2    | 2008年12月17日 | PCBK-70043 | びっくりハウス | ストローマン | ウッドマン     | 羽衣         | 宇宙船   |